# Dagbön
Dagbön är en psalm vars text och musik är skriven av Tomas Boström.
Musikarrangemanget i Psalmer i 2000-talets koralbok är gjort av Karl Göran Ehntorp.

## Publicerad som
- Nr 818 i Psalmer i 2000-talet under rubriken "Verklighetsuppfattning, tillvaron som Guds skapelse".